# オクスリー (潜水艦・初代)
オクスリー (HMAS Oxley) はオーストラリア海軍の潜水艦。オーディン級。後にイギリス海軍の潜水艦オクスリー (HMS Oxley) となった。艦名はジョン・オクスリーに由来する。第二次世界大戦中、味方潜水艦から攻撃されて沈没し、戦争中最初のイギリス海軍艦艇の喪失となった。

## 艦歴
イギリス、バロー＝イン＝ファーネスのヴィッカース・アームストロング社で建造。1926年6月30日進水。1927年4月1日就役。
1928年2月8日に「オトウェイ」とともにポーツマスからオーストラリアへ向け出発。途中で「オトウェイ」のengine columnに亀裂が見つかり、マルタ到着後に調べたところ「オクスリー」でも同様の亀裂が見つかった。そのためマルタで修理が行われた。11月15日にマルタから出発し、1929年2月14日にシドニーに到着した。
しかし、オーストラリアでは2隻を戦力として維持できず、1931年4月10日にイギリスに引き渡された。
第二次世界大戦中の1939年9月10日、「オクスリー」はイギリス潜水艦「トライトン(HMS Triton)」に敵と認識されて攻撃され沈没した。「オクスリー」と「トライトン」は他3隻の潜水艦と共にノルウェー沖での哨戒活動中であり、「オクスリー」と「トライトン」の哨区は隣接していた。9月10日20時55分に「トライトン」の当直士官が明かりを発見し、それが潜水艦であると確認した。発光信号を3度送り、さらに小銃擲弾を発射しても応答がなかったため、「トライトン」艦長スティール少佐は敵潜水艦であると判断して魚雷を発射し撃沈した。この沈められた潜水艦が「オクスリー」であり、艦長Bowerman少佐ともう1名のみが救助された。生存者はもう一人いて泳いでいるところを目撃されたが、突然姿が見えなくなりそのまま行方不明となった。「オクスリー」では位置の推定が正しくなく、「トライトン」の哨区内に入っていた。また、小銃擲弾を発射しようとしたが動作しなかった。